# Hepatica
|  | Aquest article tracta sobre el gènere de plantes. Si cerqueu el grup de briòfits, vegeu «hepàtiques». |

Hepatica (hepatica, en anglès liverleaf, o liverwort) és un gènere de plantes perennes herbàcies dins la família Ranunculàcia, és natiu del centre i el nord d'Europa, Àsia i est d'Amèrica del Nord. Alguns botànics inclouen Hepatica dins el gènere Anemone en sentit ampli. Hepatica rep el nom de les seves fulles que semblen el fetge dels humans (fetge es diu en grec hepat). Segons la tradicional doctrina dels signes, aquestes plantes haurien de ser efectives en el tractament de les malalties del fetge (malalties hepàtiques). Les fulles i flors es poden usar com astringents, i com un diürètic.
Són plantes verdes de mida petita en forma de crostres, i es troben als boscos humits i en curts terrenys que es mantenen baix condicions molt humides i ombrívoles.

## Cultiu
El cultiu de les espècies d'Hepatica va ser popular al Japó des del segle xviii (període Edo).
Són especialment tolerants als sòls alcalins derivats de les pedres calcàries i poden créixer en una gran varietat de condicions; es poden trobar sota una ombra densa o a ple sol. També poden créixer en sòls sorrencs o en els argilencs. Suporten bé les glaçades si el sòl està cobert per la neu.

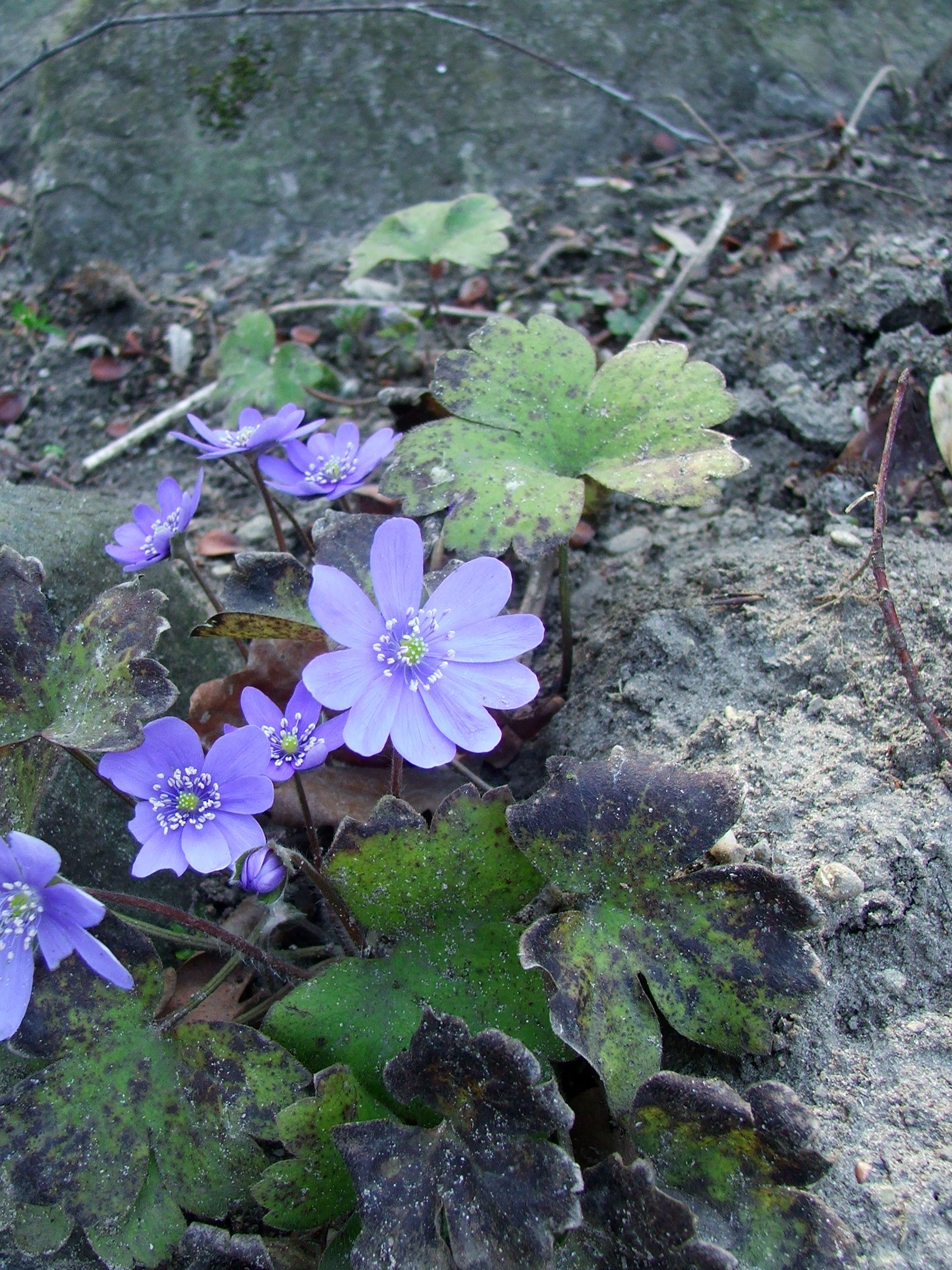
Hepatica transsilvanica

## Taxonomia
Els botànics reconeixen entre una a deu espècies d'Hepatica, alguns dels tàxons sovint es tracten simplement com varietats:
- Hepatica nobilis = Common Hepatica[7]

Europa
- Hepatica nobilis var. pyrenaica = Hepatica pyrenaica Pirineus (xinès)
- Hepatica nobilis var. nobilis D'Escandinàvia als Alps

Japó
- Hepatica nobilis var. japonica = Hepatica japonica, sinònim d'Anemone hepatica var. japonica (Nakai) Ohwi
- Hepatica nobilis var. pubescens = Hepatica pubescens, sinònim d'Anemone hepatica var. japonica (Nakai) Ohwi

Est d'Amèrica del Nord
- Hepatica nobilis var. acuta = Hepatica acutiloba, Anemone acutiloba Sharp-lobed Hepatica
- Hepatica nobilis var. obtusa = Hepatica americana, Anemone americana Round-lobed Hepatica

- Hepatica transsilvanica = Anemone transsilvanica (Fuss) Heuff.[7] Carpats, Transsilvània